# 聖莫爾路站

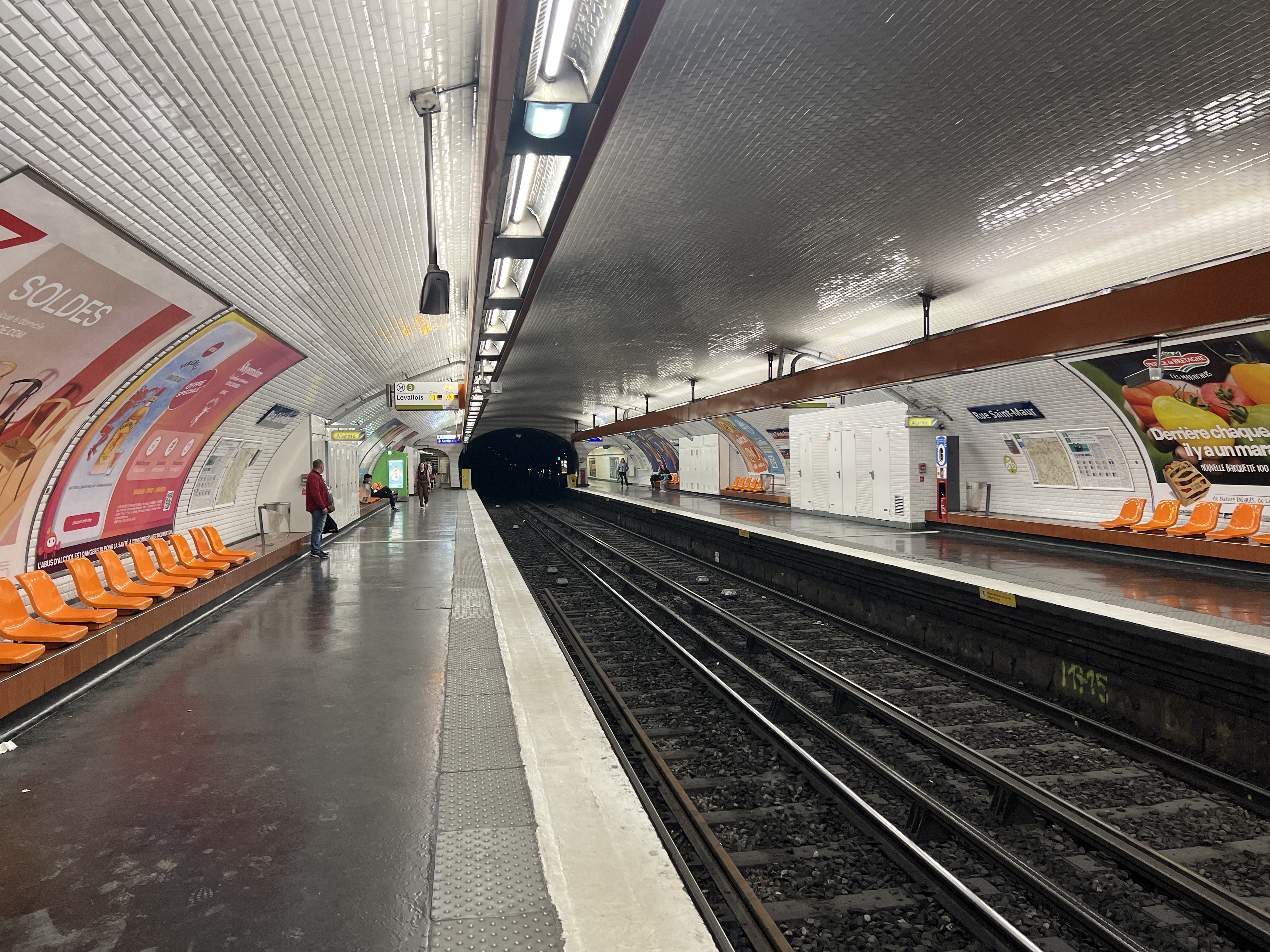
月台 (2022年6月)

聖莫爾路站（法語：Rue Saint-Maur）是巴黎地鐵3號線的一個車站，開業於1904年10月19日。聖莫爾路站是巴黎地鐵3號線首段開業區間的車站之一。聖莫爾路站這一名稱來自於聖莫爾路。

## 車站結構
| 街道層    |                    |                               |
| B1        | 夾層               |                               |
| 3號線月台 | 側式月台，右側開門 | 側式月台，右側開門            |
| 3號線月台 | 西行               | 往勒瓦卢瓦桥-贝孔（帕尔芒捷） |
| 3號線月台 | 東行               | 往加列尼（拉雪茲神父）        |
| 3號線月台 | 側式月台，右側開門 |                               |